# Bothynus lancifer
Bothynus lancifer är en skalbaggsart som beskrevs av Roger Paul Dechambre 1981. Bothynus lancifer ingår i släktet Bothynus och familjen Dynastidae. Inga underarter finns listade.